# Ratolí marsupial d'Yvonne
El ratolí marsupial d'Yvonne (Ningaui yvonneae) és una minúscula espècie de marsupial carnívor, membre de la família dels dasiúrids. Viu en unes poblacions aïllades d'Austràlia Occidental, Austràlia Meridional, Nova Gal·les del Sud i Victòria.
El ratolí marsupial d'Yvonne es distingeix de les altres dues espècies de Ningaui pel to més vermellós de la seva cara i un pelatge en general més fosc. Menja una gran varietat d'invertebrats i és principalment nocturn.